# Ilha das Aves

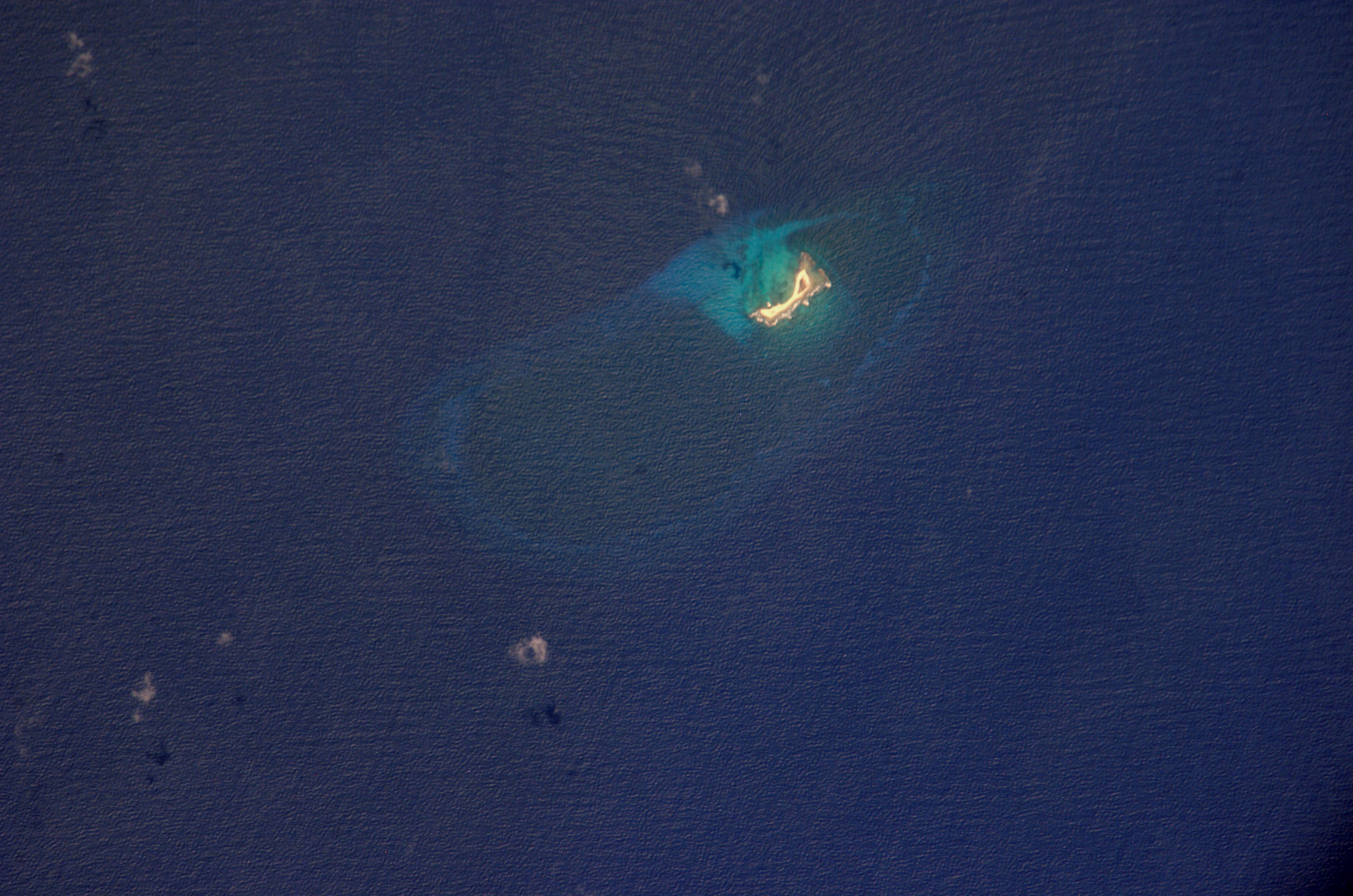
Imagem aérea da Ilha das Aves

Ilha das Aves (em castelhano: Isla de Aves) é um pequeno ilhéu situado no mar das Caraíbas (mar do Caribe), a 70 milhas náuticas a oeste da Dominica, a 175 milhas a sudoeste de Monserrate e a 340 milhas da costa da Venezuela. O ilhéu tem apenas 375 m de comprimento e nunca ultrapassa os 50 m de largura. A sua altitude máxima é de apenas 4 m acima do nível médio do mar, ficando submerso durante a passagem dos furacões que frequentemente assolam a região. A ilha está sob administração da Venezuela, mas é disputada pela Dominica. A Venezuela instalou uma guarnição militar na ilha para assegurar a sua soberania, o que lhe permite estender a sua zona económica exclusiva até ao centro do Mar das Caraíbas.